# Rochester (New York)
Rochester is een stad in de Amerikaanse staat New York en telt 210.565 inwoners. Het is hiermee de 103e stad in de Verenigde Staten (2010). De oppervlakte bedraagt 92,7 km², waarmee het de 176e stad is. Rochester ligt aan de zuidelijke oever van het Ontariomeer en is de hoofdplaats van Monroe County.
De stad huisvest de University of Rochester en diens Eastman School of Music en Strong Memorial Hospital. George Eastman was de belangrijkste mecenas voor de universiteit. Het hoofdkantoor van Eastman Kodak bevindt zich ook in Rochester. Ten zuidwesten van de stad ligt de luchthaven Greater Rochester met zowel binnenlandse als buitenlandse vluchtverbindingen naar onder andere Atlanta, Toronto, Boston, Chicago en New York.

## Demografie
Van de bevolking is 10% ouder dan 65 jaar en 37,1% woont in eenpersoonshuishoudens. De werkloosheid bedraagt 6,7% (cijfers volkstelling 2000).
Ongeveer 12,8% van de bevolking van Rochester bestaat uit hispanics en latino's, 38,5% is van Afrikaanse oorsprong en 2,2% van Aziatische oorsprong.
Het aantal inwoners daalde van 230.872 in 1990 naar 210.565 in 2000.

## Klimaat
In januari is de gemiddelde temperatuur -4,7 °C, in juli is dat 21,2 °C. Jaarlijks valt er gemiddeld 811,8 mm neerslag (gegevens op basis van de meetperiode 1961-1990).

## Muziek
De Amerikaanse rockbands Absolute Grey en Joywave zijn uit Rochester afkomstig.
Cab Calloway werd hier geboren op 25 december 1907.

## Bezienswaardigheden
- Seneca Park Zoo
- George Eastman House
- University of Rochester

## Zustersteden
Rochester heeft tien zustersteden. 
- Bamako (Mali)
- Caltanissetta (Italië)
- Hamamatsu (Japan), sinds 1996
- Krakau (Polen)
- Novgorod (Rusland)
- Rehovot (Israël)
- Rennes (Frankrijk), sinds 1958
- San Felipe de Puerto Plata (Dominicaanse Republiek)
- Waterford (Ierland)
- Würzburg (Duitsland)

## Plaatsen in de nabije omgeving
De onderstaande figuur toont nabijgelegen plaatsen in een straal van 12 km rond Rochester.